# Chuquicamata
Chuquicamata, među lokalnim stanovništvom također poznat kao Chuqui, je najveći otvoreni rudnik bakra na svijetu koji se nalazi na sjeveru Čilea u pustinji Atacama, 215 km sjeveroistočno od Antofagaste i 1.240 km sjeverno od glavnog grada Santiaga. Njegova dubina od 850 metara što ga čini drugim najdubljim otvorenim rudnikom na svijetu (prvi je Bingham Canyon Mine u Utahu, SAD). Chuquicamata je također značajan proizvođač molibdena.
Rudnik je osnovan 1911. godine, ali je već 1915. godine postao vlasništvo jednog američkog društva. Rudnikom upravlja čileansko državno poduzeće Codelco (Corporación del Cobre de Chile) koji posjeduje sva nalazišta bakra u državi. Trenutačno područje rudnika zauzima oko 8.000.000 m². Svake godine iskopa se oko 600.000 tona bakra. Pretpostavlja se da će se ruda moći vaditi do 1300 metara. 

## Vanjske poveznice
|  | Zajednički poslužitelj ima još gradiva o temi Chuquicamata |

- Codelco Chile - Chuquicamata  Arhivirana inačica izvorne stranice od 26. srpnja 2011. (Wayback Machine)